# Little Monsters (película)
Little Monsters (conocida en España como Chicos monsters) es una película de comedia y fantasía estrenada en el año 1989, dirigida por Richard Alan Greenberg y protagonizada por Fred Savage, Howie Mandel, Daniel Stern y Margaret Whitton.

## Argumento
Brian Stevenson (Fred Savage) es un niño de sexto grado que junto con su familia se muda a una nueva ciudad, dejando su antigua vida y amigos atrás. Al poco tiempo de llegar a la nueva casa, Brian es acusado de varias cosas que aparentemente no ha hecho. Un litro de helado que su padre (Daniel Stern) encontró en el armario y su bicicleta dejada en medio del camino de la entrada (lo que provocó que su padre chocase contra la bicicleta en su camino al trabajo). Sin embargo, Brian insiste en su inocencia y culpa a su hermano menor Eric (interpretado por el hermano menor de Fred Savage en la vida real, Ben Savage), quien afirma haber visto un monstruo la noche anterior y que él fue el culpable de todo. Obviamente sin creerle y enfadado por el regaño de sus padres, Brian le arrebata a Eric su almuerzo y lo arroja por la ventana del autobús escolar, golpeando en el proceso a Ronnie Coleman (Devin Ratray), el matón de la escuela quien luego sube al autobús y amenaza a Brian.
Esa misma noche, mientras Brian duerme en la habitación de Eric como parte de una apuesta, ve una sombra deslizándose por la habitación que rápidamente desaparece debajo de la cama. La noche siguiente, Brian coloca trampas y captura al intruso: un divertido monstruo de piel azul llamado Maurice (Howie Mandel). A pesar del temor inicial, Brian pronto descubre que él y Maurice comparten los mismos intereses y se convierten en buenos amigos. A lo largo de varias noches, Maurice le muestra a Brian la diversión reinante en su mundo, un lugar donde existe toda la comida chatarra y videojuegos que un niño pueda desear y no hay adultos que les digan qué hacer. También cuenta con innumerables escaleras que conducen a los espacios debajo de las camas de todos los niños del mundo, de los cuales los monstruos siempre causan problemas. Ambos viven numerosas travesuras en casas de otras personas, y Brian siente que finalmente ha encontrado a un verdadero amigo en Maurice, a pesar de notar varios cambios en sí mismo. Más tarde, descubre que en realidad se está convirtiendo en un monstruo y que la mayoría de los otros monstruos también solían ser niños. Esto cambia la opinión de Brian sobre Maurice. 
Pero debido a que Maurice no quiere convertir a Brian en un monstruo, Eric es secuestrado por Snik (otro monstruo) a través de la cama del sofá en la sala de estar. Debido a que sus padres les dijeron a Brian y Eric, el día anterior, que se iban a separar, su madre cree que su hijo escapó por ello. Pero Brian sabe que se lo llevaron los monstruos. Brian cuenta con la ayuda de sus amigos, Kiersten, Todd y Ronnie Coleman, para rescatar a su hermano. Reúnen una variedad de luces brillantes y explosivos, luego entran en el universo de los monstruos en busca de Eric. Se encuentran con varios monstruos en el camino, marchan hacia la escalera, donde Boy, el gobernante del mundo de los monstruos, reside. Boy dice que para que Eric quede libre, Brian se tendría que comprometer a convertirse en monstruo, pero Brian se niega. Los demás monstruos destruyen todas las luces brillantes y todos están atrapados con Maurice en una habitación cerrada con llave. Se las arreglan para escapar y ellos se re-arman con la luz más potente y destruyen a Boy, y rescatan a Eric.
Los niños parecen haberse perdido hasta que Maurice aparece con un lanzallamas. El ataca a Snik, lo que permite a Brian y a los otros escapar. Por desgracia, se encuentran con que no pueden regresar a sus hogares debido a que el sol ha salido. Ante la perspectiva de convertirse en monstruos si no vuelven al mundo humano por la salida del sol, los niños viajan por el mundo de los monstruos y salen por la zona horaria del Atlántico a Malibú, California donde el sol no ha salido todavía y se las arreglan para escapar por debajo de la cama de un vagabundo en una playa. Brian y Maurice comparten un último adiós, y Maurice le da a Brian su chaqueta de bombardero para recordarlo.
La película termina con Brian llamando a sus padres a través de un teléfono público en la playa, estos le preguntan como fue que llegaron a California, y él les responde: "Es una larga historia."

## Elenco
- Fred Savage como Brian Stevenson.
- Howie Mandel como Maurice.
- Ben Savage como Eric Stevenson.
- Daniel Stern como Glen Stevenson.
- Margaret Whitton como Holly Stevenson.
- Rick Ducommun como Snik.
- Frank Whaley como Boy.
- Amber Barretto como Kiersten.
- William Murray Weiss  como Todd.[3]
- Devin Ratray como  Ronnie Coleman.

## Crítica
La película recibió críticas mixtas, la crítica del sitio Web Metacritic da un promedio de 61 sobre 100. Tomas Gliatto de People Weekly dio una crítica menos positiva: "No digo que no me guste, al contrario la adoro, solo que me parece que no tiene sentido el argumento de la película. Las actuaciones me encantaron."

## Lista de canciones
| #  | Título |
| -- | --- |
| 1. | "Frankie Paul - How I Love You " (Frankie Paul)                                                                                           |
| 2. | " The Paladins – Let’s go" |
| 3. | " The Michael Logan Band - Reason To Change " (Mike Piccirillo)                                                                           |
| 4. | " Billie Hughes – I Wanna Yell" (Billie Hughes y Roxanne Seeman)                                                                          |
| 5. | " Berton Averre - I Love the Sound of Breaking Glass" (Nick Lowe, Andrew Bodnar (como Al Bodner), Steve Goulding (como Anthony Goulding)) |
| 6. | " Bobby Day (como Robert Byrd) - Little Bitty Pretty One" (Bobby Day (como Robert Byrd))                                                  |
| 7. | "Talking Heads - Road To Nowhere" (David Byrne, Jerry Harrison Chris Frantz, Tina Weymouth)                                               |
| 8. | "Billie Hughes - Magic Of The Night" (Mike Piccirillo)                                                                                    |